# Světáci
Světáci (littéralement en français : Les gens du monde), est un film tchécoslovaque réalisé par Zdeněk Podskalský et sorti en 1969.

## Synopsis
Le film raconte l' histoire, drôle et joyeuse, de trois maçons ruraux, ouvriers de façade, qui, un jour, arrivent à Prague pour leur travail. Ces ouvriers du bâtiment décident de profiter des plaisirs que leur offre la capitale tchécoslovaque et de se comporter comme des gens du monde, aguerris par la vie, au moins pour une nuit. Ils sortent dans la « bonne » société et rencontrent un trio de femmes aisées (incarnées dans le film par un trio d'amies et collègues du théâtre de Vinohrady, Jiřina Bohdalová, Jiřina Jirásková (cs) et Iva Janžurová). Ce trio est complété par leur proxénète plus âgée, Trčková (Jiřina Šejbalová (cs)).

## Distribution
- Vlastimil Brodský : Gustav Prouza
- Jiří Sovák (cs)  :Antonín Skopec
- Jan Libíček : Petrtýl
- Jiřina Bohdalová : Božka
- Jiřina Jirásková :Marcela
- Iva Janžurová : Zuzana
- Oldřich Nový : Dvorský
- Jiřina Šejbalová : Trčková
- Ilja Prachař  : le capitaine de la sécurité publique
- Vladimír Menšík : Novák
- Otto Šimánek : un homme
- Jaroslav Moučka : Hovorka
- Jiří Lír : un vendeur chez Adam's
- Viktor Maurer : le chef
- Ladislav Křiváček : l'enseigne de la sécurité publique
- Jaroslav Štercl : un comédien du cabaret
- Settleři : eux-mêmes
- Darja Hajská : Bártová
- Josef Bek : l'élégant avec un chapeau de paille
- Karel Hála : le pianiste
- Helena Růžičková : une visiteuse à la réception

## Fiche technique
- Réalisation : Zdeněk Podskalský
- Scénario : Vratislav Blažek
- Caméra : František Valert
- Musique : Evžen Illín, Vlastimil Hála
- Costumes : Irena Greifová
- Montage : Zdeněk Stehlik
- Son : Josef Vlček
- Directeur de production : Josef Ouzký
- Chant : Waldemar Matuška

## Adaptations
Le film a été adapté à diverses reprises au théâtre :
- 5 mai 2011 : par la compagnie de théâtre Háta Olga Želenská, mise en scène de Lumír Olšovský (cs)[1].
- 2013 : par le Nouveau théâtre tchécoslovaque de Toronto,  mise en scène de Jana Fabiánová (cs)[2].
- 2023 : au Petit Théâtre de Liberec, sous la direction de Kateřina Dušková.